# خوش مرغ
خوش مرغ (به لاتین: Khvosh Margh) یک منطقهٔ مسکونی در افغانستان است که در ولایت بادغیس واقع شده‌است.